# Référendum suédois de 1980
Le Référendum suédois sur le nucléaire de 1980 est un référendum ayant eu lieu le 23 mars 1980. Il comporte 3 propositions :
- Une sortie du nucléaire civil progressive et à long terme, avec un arrêt de la construction de nouvelles centrales nucléaires,
- Une deuxième proposition qui reprend la première, mais inclut d'autres éléments comme la taxation des bénéfices sur les centrales hydroélectriques, une aide pour les faibles revenues dans leur dépense énergétique, plus de recherche pour les énergies renouvelables ou encore la création de comités locaux en lien avec les centrales nucléaire,
- L'arrêt des centrales nucléaires existantes dans les 10 ans, ainsi que l'interdiction de nouvelles centrales ou de mines d'uranium.

Le référendum a eu une participation de 75,6 %. La première proposition a reçu 18,9 % des votes, la deuxième 39,1 %, la troisième 38,7 %, 3,3 % des votes sont des votes blancs. 